# Minuscolo 113

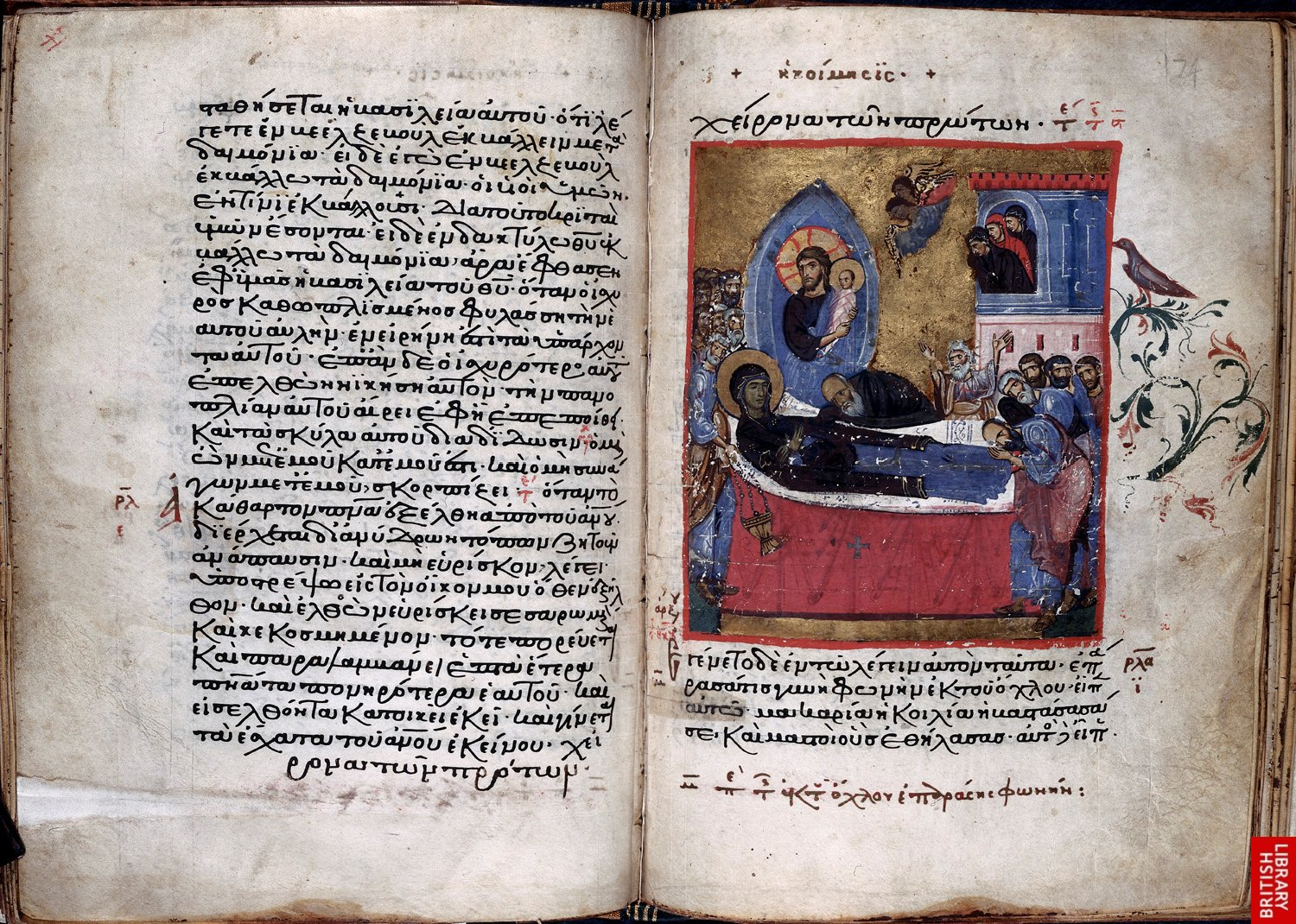
Minuscule 113 - Folii 173 verso e 174 recto

Minuscolo 113 (secondo la numerazione Gregory-Aland; δ 139 secondo la numerazione Soden), è un manoscritto in lingua greca antica contenente il Nuovo Testamento in alfabeto minuscolo greco su fogli di pergamena. Paleograficamente è fatto risalire all'XI secolo. Il manoscritto ha un contenuto complesso, ma alcuni fogli del codice sono stati inseriti su carta da un redattore più recente.
Presenta margini completi e il testo riflette la tradizione bizantina.

## Descrizione
Il codice contiene il testo completo dei quattro Vangeli su 270 fogli di pergamena che misurano 22,9 cm per 16,7 cm ed è scritto su una colonna per pagina, in 26 righe per pagina, con ampi margini; le dimensioni del testo sono 16 cm per 10,5 cm.
I fogli sono disposti in quarto.
Il manoscritto presenta testatine decorate con fiori. Le iniziali grandi sono decorate con motivi zoomorfi, le iniziali piccole sono scritte in oro.
Presenta qualche spirito (spirito aspro e spirito dolce) e accenti. I Nomina sacra sono scritti in modo abbreviato.
I fogli 1-13 sono stati aggiunti su carta (forse nel XVI secolo), con piccole iniziali e semplice capolettera in rosso.
Il testo è diviso secondo le κεφαλαια (capitoli), i cui numeri sono riportati a margine del testo, e i loro τιτλοι (titoli) in cima alle pagine. C'è anche un'altra divisione secondo le sezioni ammoniane più piccole, i cui numeri sono riportati a margine, con un riferimento ai Canoni eusebiani (scritto sotto il numero della sezione). Le conclusioni di ogni sezione del testo sono scritte in forme geometriche.
Contiene i Prolegomeni di Cosma, l'Epistula ad Carpianum, le tavole eusebiane a colori e in oro, le tavole dei κεφαλαια (tavole dei contenuti) prima di ogni Vangelo, i segni del lezionario a margine per le letture della chiesa, i sinassari (di mano posteriore), le sottoscrizioni alla fine di ogni Vangelo e 24 immagini (ritratti di evangelisti, importanti storie bibliche, ecc.).

## Testo
Il testo greco del codice è un rappresentativo del modello testuale bizantino con alcuni aspetti estranei. Hermann von Soden lo ha classificato nella famiglia testuale Iκ, ora nota come famiglia Π. Kurt Aland non ha inserito il testo greco del codice in nessuna categoria.

### Alcune varianti testuali
La parola prima della parentesi è la versione dell'edizione UBS. Il profilo di un manoscritto si forma annotando i numeri delle letture di prova in cui il manoscritto concorda con la scrittura in grassetto. Le scritture che non sono in grassetto sono quelle dell'edizione UBS. 
Luke 10:1 — δυο δυο ] δυο

Luke 10:2 — οπως ] οπως αν

Luke 10:6 — εαν ] εαν μεν

Luke 10:11 — εις τους ποδας ] omit

Luke 10:12 — λεγω ] λεγω δε

Luke 10:13 — Βηθσαιδα ] βηθσαιδαν

Luke 10:16 — ακουων υμων ] υμων ακουων

Luke 10:32 — ελθων ] omit

Luke 10:32 — ιδων ] ιδων αυτον

Luke 10:35 — τι ] τι δ'

Luke 10:36 — πλησιον δοκει σοι ] δοκει σοι πλησιον

Luke 10:39 — τον λογον ] των λογων

Luke 10:41 — ειπεν αυτη ο κυριος (or Ιησους) ] ο κυριος ειπεν αυτη

Luke 10:42 — γαρ ] δε

Luke 20:1 — αρχιερεις ] ιερεις

Luke 20:3 — υμας καγω ] καγω υμας

Luke 20:3 — ενα λογον (=Textus Receptus) ] λογον ενα

Luke 20:5 — δια τι ] πας ο λαος

Luke 20:9 — τις ] omit

Luke 20:12 — και τουτον ] κακεινον

Luke 20:14 — διελογιζοντο ] διελογισαντο

Luke 20:14 — κληρονομος ] κληρονομος δευτε

Luke 20:19 — τας χειρας ] την χειρα

Luke 20:34 — γαμισκονται ] εκγαμιζονται (Τextus Receptus reads: εκγαμισκονται)

Luke 20:35 — γαμισκονται ] εκγαμιζονται (Τextus Receptus reads: εκγαμισκονται)

## Storia
Il luogo di origine del codice è sconosciuto. Si ritiene che possa essere stato scritto nel Mediterraneo orientale (forse a Cipro o in Palestina). Il manoscritto è stato rilegato in epoca moderna.
Griesbach ha datato il manoscritto al X o XI secolo. Scrivener e Gregory hanno datato il manoscritto all'XI secolo. Attualmente è datato dall'INTF all'XI secolo.
Secondo l'iscrizione sul primo foglio, nel XVI secolo apparteneva a Botiros. Faceva parte della collezione di Robert Harley (1661-1724) e di suo figlio Edward Harley (1689-1741). Nel 1753 fu acquistato dal governo britannico per il British Museum.
Il manoscritto fu esaminato da Richard Bentley, che lo classificò con θ'. Griesbach esaminò diversi passi e ne citò occasionalmente il testo nel suo Novum Testemantum Graece (ad esempio in Matteo 3,8). Fu esaminato anche da Birch, Scholz e Bloomfield. C. R. Gregory lo vide nel 1883.
Il manoscritto non era menzionato nella lista di Wettstein (l'ultimo numero 112).Fu aggiunto alla lista dei manoscritti del Nuovo Testamento da Griesbach, che gli attribuì il numero 113.
Attualmente è conservato presso la British Library (Harley MS 1810).

## Galleria d'immagini

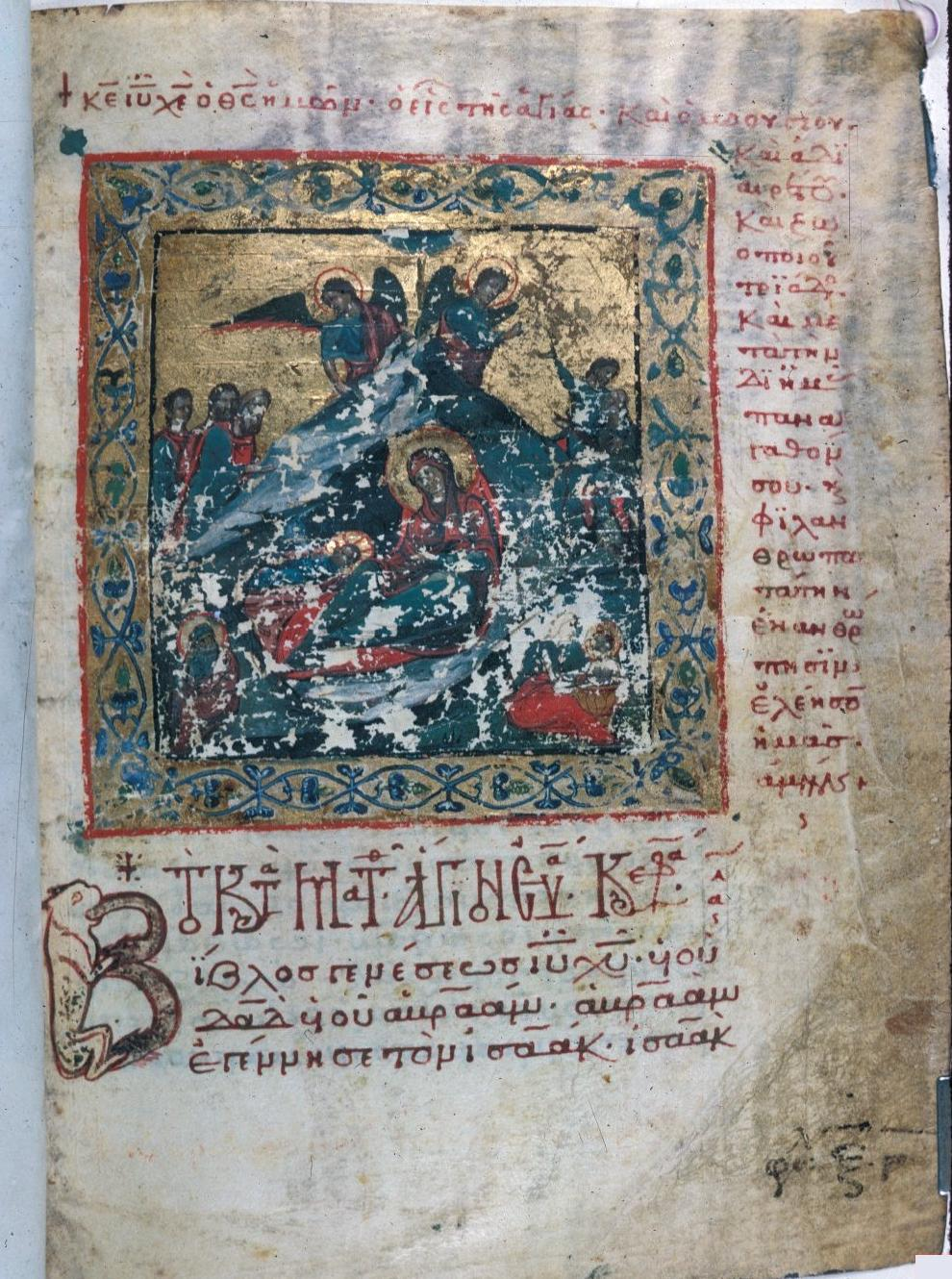
Prima pagina del vangelo di Matteo
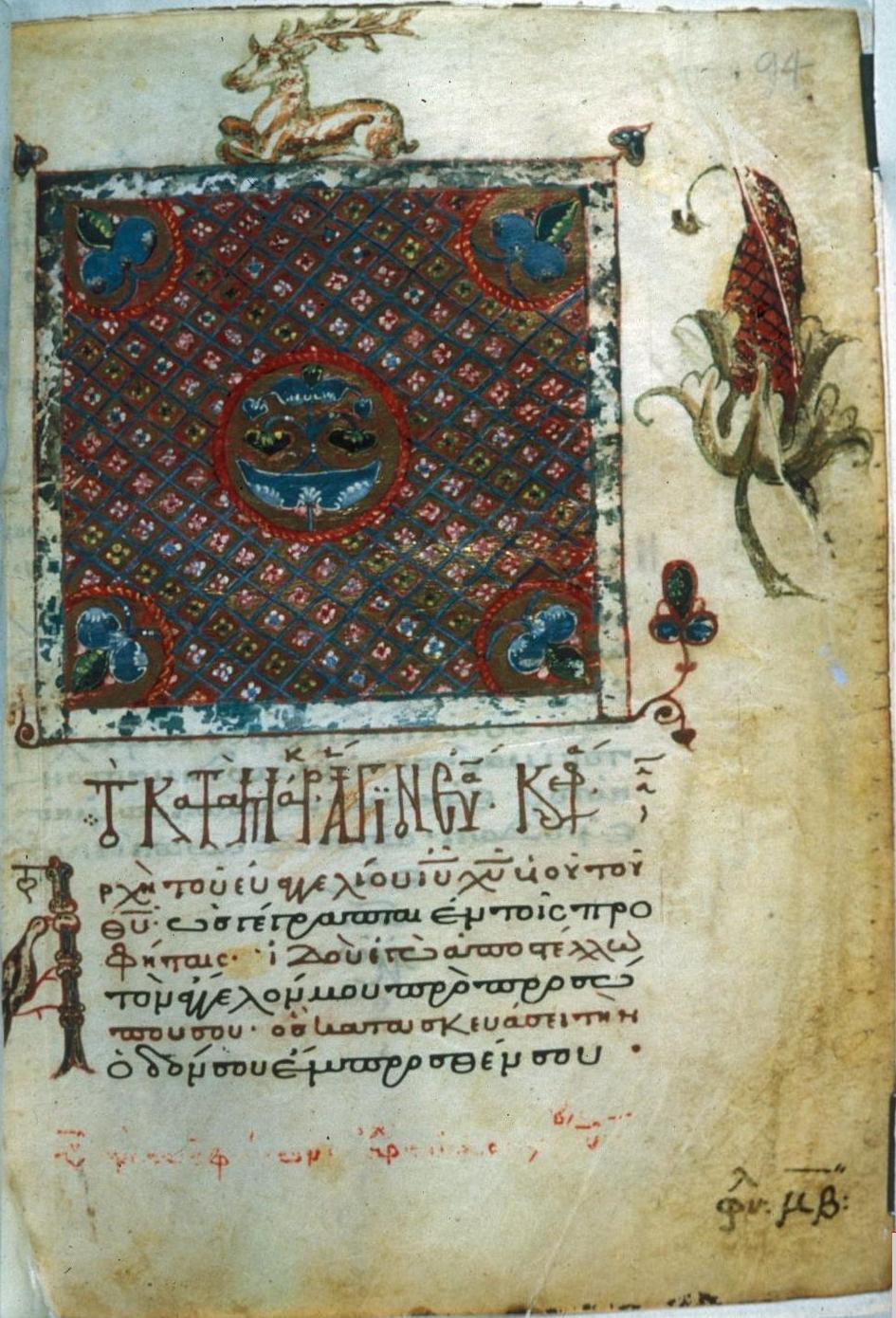
Prima pagina del vangelo di Marco
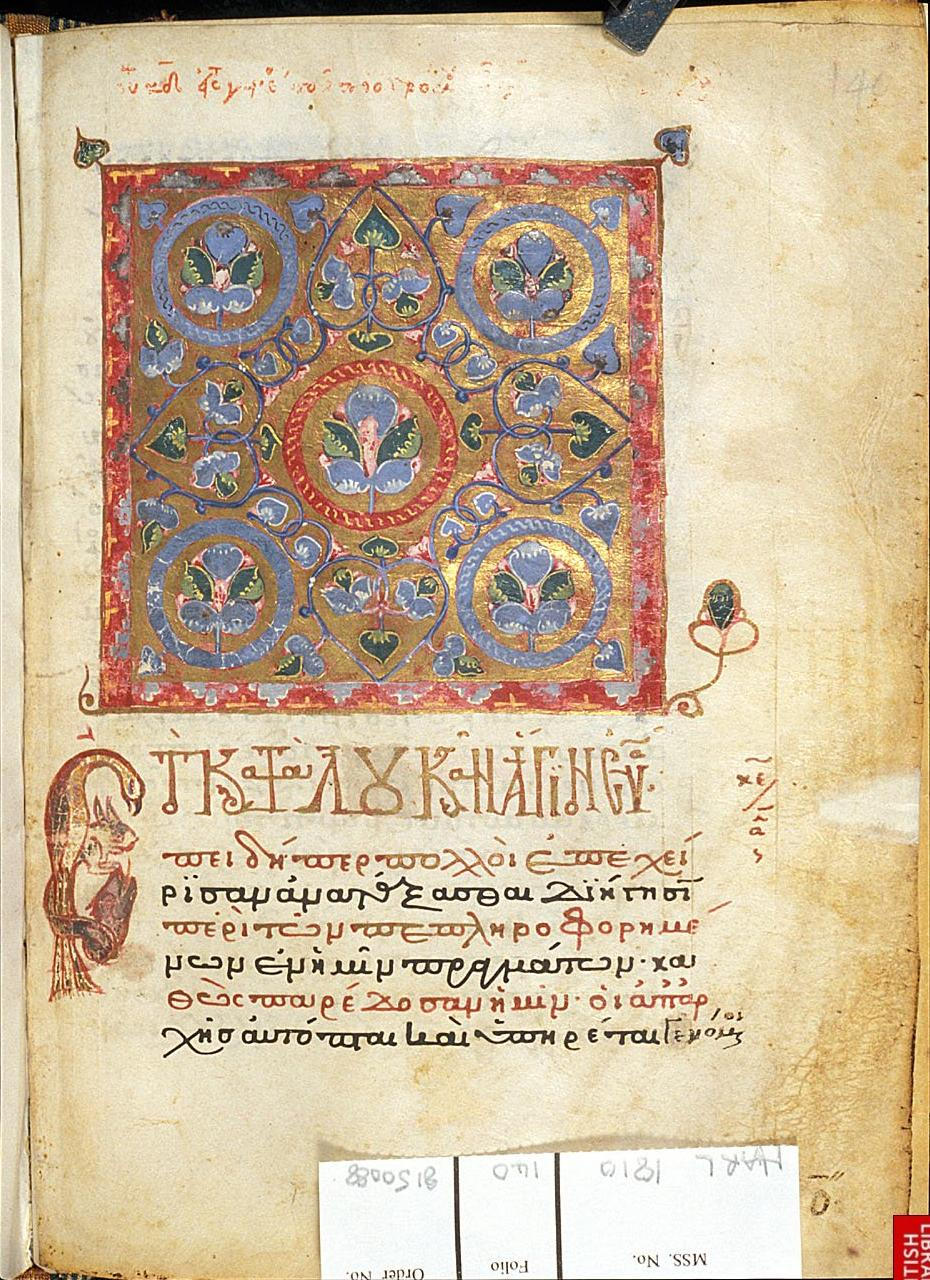
Prima pagina del vangelo di Luca
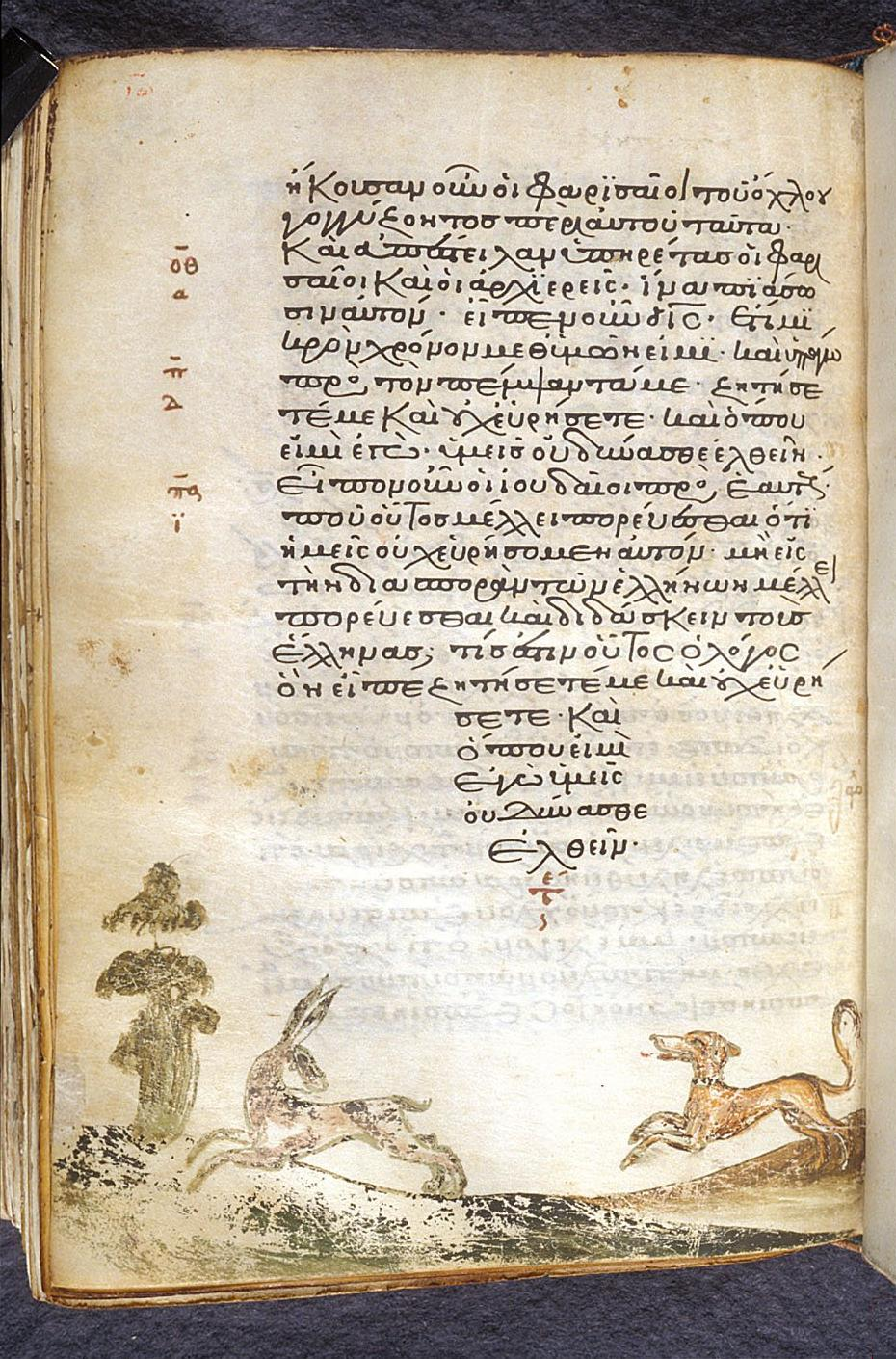
Folio 229 verso